# Musique Vol. 1 1993–2005
Musique Vol. 1 (1993-2005) Is het eerste compilatie-album van het Franse house-duo Daft Punk, en werd in 2006 uitgebracht. Op het album staan 6 nummers van het album Homework, 3 van het album Discovery en 3 van het album Human After All. Daarnaast staat op het album ook Musique, de B-kant van de single Da Funk. Op het einde staan er nog 3 nieuwe remixes. Van de singles Around the world, One More Time en Technologic verschijnt slechts een verkorte versie op het album.